# 古屋隆太
古屋 隆太（ふるや りゅうた、1971年12月31日 - ）は、日本の俳優、ナレーター。埼玉県出身。早稲田大学卒業。1999年、「青年団」入団。

## 出演作品

### 映画
- At the terrace テラスにて（監督：山内ケンジ ）2016〜2017年公開 [3]
- 愛のむきだし（監督：園子温）
- 息衝く（2017年、木村文洋監督）
- BLEACH 死神代行篇（監督：佐藤信介） - 教師 役
- かそけきサンカヨウ（2021年10月15日公開、イオンエンターテイメント）
- 胴鳴り（2024年6月22日公開、監督：楫野裕） - 主演・大森直秀 役[4]

### テレビドラマ
- フジテレビTWO『GAKUYA～開場は開演の30分前です～』第4話：「3つの鍵」（監督：たかせしゅうほう）[5]
- Netflix ドラマ『深夜食堂 -Tokyo Stories-』「トンテキ」2016年10月21日より全世界190ヶ国同時配信
- CX 世にも奇妙な物語「シンクロニシティ」（監督：岩田和行）バーのマスター役
- フジテレビTWO よろず屋ジョニー「ジョニー、会社を覗く」（監督：たかせしゅうほう）横島誠也役
- CX 世にも奇妙な物語「幸せを運ぶ眼鏡」（監督：本広克行）ビジネスマン役
- NHK「美女と男子」編集長役
- NHK Eテレ 人間観察ミーティングドラマ「ただいま会議中」（監督：たかせしゅうほう）CMプロデューサー役
- 奥様は、取り扱い注意（2017年） - 西条光雄 役
- NHK なつぞら（2019年） - 山川周三郎 役
- レッドアイズ監視捜査班 第6話（2021年2月27日、日本テレビ）- 瀬沢巧 役

### 舞台
2016年
- テアトロコント vol.13　※ サンプルとして出演[6]
- 「ひとりずもう2」テスト・サンプル（構成・演出：松井周）[7]
- 「わかったさんのクッキー」おいしいおかしいおしばい（台本・演出：岡田利規）
- 「あなたがいなかった頃の物語と、いなくなってからの物語」ロロ（脚本・演出：三浦直之）
- テアトロコント vol.6　※ サンプルとして出演
- 「ひとりずもう」 テスト・サンプル（構成・演出：松井周）

2015年
- 「TUSK TUSK」あうるすぽっとプロデュース（作：ポリー・ステナム、演出：谷賢一）
- 「Being Faust - Enter Mephisto」ゲーテ・インスティトゥート韓国×NOLGONG（構成：ピーター・リー）
- 「走りながら眠れ」青年団 平田オリザ・演劇展（作・演出：平田オリザ）
- 「わかったさんのクッキー」KAATキッズ・プログラム2015 おいしいおかしいおしばい（台本・演出：岡田利規）
- 「わかったさんのクッキー」関連企画 親子演劇ワークショップ』KAAT神奈川芸術劇場プロデュース（講師：岡田利規）
- 「蒲団と達磨」サンプル（作：岩松了、演出：松井周）

2014年
- 「トロワグロ」城山羊の会（作・演出：山内ケンジ）第59回岸田國士戯曲賞受賞
- 「ファーム」サンプル（作・演出：松井周）
- 「走りながら眠れ」平田オリザ・演劇展 東北ツアー青年団（作・演出：平田オリザ）
- 「地下室」サンプル+青年団（作・演出：松井周）
- 「シフト」サンプル（作・演出：松井周）
- 「男たらし」ブス会（作・演出：ペヤンヌマキ）第59回岸田國士戯曲賞最終候補作品

2013年
- 「永い遠足」サンプル（作・演出：松井周）
- 「謎の球体X」水素74%（作・演出：田川啓介）
- 「地下室」サンプル（作・演出：松井周）
- 「走りながら眠れ」青年団（作・演出：平田オリザ）

2012年
- 「季節のない街」あうるすぽっとプロデュース（原作：山本周五郎、脚色・演出：戌井昭人）
- 「自慢の息子」サンプル（作・演出：松井周）第55回岸田國士戯曲賞受賞
- 「女王の器」サンプル（作・演出：松井周）
- 「あの山の稜線が崩れてゆく」城山羊の会（作・演出：山内ケンジ）

2011年
- 「走りながら眠れ」青年団（作・演出：平田オリザ）
- 「ゲヘナにて」サンプル（作・演出：松井周）
- 「サンパウロ市民」青年団（作・演出：平田オリザ）
- 「ソウル市民1939・恋愛二重奏」青年団（作・演出：平田オリザ）
- 「働く私」ロボット演劇　青年団 + 大阪大学・ロボット演劇プロジェクト（脚本・演出：平田オリザ）
- 「謎の球体X」水素74%（作・演出：田川啓介）

2010年
- 「ハコブネ」北九州芸術劇場プロデュース（作・演出：松井周）
- 「自慢の息子」サンプル（作・演出：松井周）
- 「武蔵小金井四谷怪談」青年団リンク 口語で古典（作・演出：岩井秀人）
- 「演劇入門」青年団リンク 本広企画（原作：平田オリザ、脚本：岩井秀人、演出：本広克行）

2009年
- 「あの人の世界」フェスティバル／トーキョー（作・演出：松井周）
- 「通過」サンプル（作・演出：松井周）
- 「キョウトノマトペ」青年団国際演劇交流プロジェクト（作・演出：ロラン・コロン）
- 「ユートピア？-Des Utopies?-」　日・仏・イラン合同公演　青年団（作・演出：平田オリザ）

2008年
- 「家族の肖像」サンプル（作・演出：松井周）
- 「火宅か修羅か」青年団（作・演出：平田オリザ）
- 「S高原から」ヨーロッパツアー青年団（作・演出：平田オリザ）

2007年
- 「カロリーの消費」サンプル（作・演出：松井周）
- 「シフト」サンプル（作・演出：松井周）
- 「息・秘そめて」ポかリン記憶舎（作・演出：明神慈）
- 「火宅か修羅か」青年団（作・演出：平田オリザ）
- 「ソウル市民 昭和望郷編」青年団（作・演出：平田オリザ）

2006年
- 「ソウル市民 昭和望郷編」青年団（作・演出：平田オリザ）
- 「S高原から」ヨーロッパツアー青年団（作・演出：平田オリザ）
- 「地下室」文学座＋青年団自主企画交流シリーズ（作・演出：松井周）

2005年
- 「ワールドップレミア」青年団若手自主企画（松井周）
- 「砂と兵隊」青年団（作・演出：平田オリザ）
- 「待つ」「髪をかきあげる」青年団リンク
- 「S高原から」青年団（作・演出：平田オリザ）

2004年
- 「S高原から」青年団（作・演出：平田オリザ）
- 「暗愚小傳」青年団（作・演出：平田オリザ）
- 「東京ノート」青年団若手公演（作・演出：平田オリザ）

2003年
- 「暗愚小傳」青年団（作・演出：平田オリザ）
- 「インディア・ソング」青年団海外交流企画（作：マルグリット・デュラス、訳：田中倫郎、演出：ロラン・グットマン）
- 「海よりも長い夜」青年団（作・演出：平田オリザ）

2002年
- 「海よりも長い夜」青年団（作・演出：平田オリザ）
- 「冒険王」青年団（作・演出：平田オリザ）

2001年
- 「冒険王」青年団（作・演出：平田オリザ）
- 「バルカン動物園」青年団若手公演（作・演出：平田オリザ）

2000年
- 「さよならだけが人生か」青年団（作・演出：平田オリザ）
- 「ソウル市民」青年団（作・演出：平田オリザ）

1999年
- 青年団 入団